# Allocasuarina decussata
Allocasuarina decussata là một loài thực vật có hoa trong họ Casuarinaceae. Loài này được (Benth.) L.A.S.Johnson mô tả khoa học đầu tiên năm 1982.